# كاميل دو بازيه
كاميل دو بازيه (بالفرنسية: Camille De Pazzis)‏ هي ممثلة فرنسية، ولدت في 9 مارس 1978 في فرنسا.

## أعمال

### مسلسلات
- هيملوك غروف

## وصلات خارجية
- كاميل دو بازيه على موقع IMDb (الإنجليزية)
- كاميل دو بازيه على موقع روتن توميتوز (الإنجليزية)
- كاميل دو بازيه على موقع ألو سيني (الفرنسية)
- كاميل دو بازيه على موقع أول موفي (الإنجليزية)
- كاميل دو بازيه على موقع قاعدة بيانات الفيلم (الإنجليزية)
- كاميل دو بازيه على موقع كينوبويسك (الروسية)